# Edoardo Saracco
Edoardo Saracco, född 23 februari 2003, är en italiensk alpin skidåkare.
Saracco tog brons i slalom vid olympiska vinterspelen för ungdomar 2020 i Lausanne.